# Elia Favilli
Elia Favilli (Cecina, 31 januari 1989) is een Italiaans wielrenner die anno 2016 rijdt voor Meridiana Kamen Team. In januari 2016 gaf hij aan zijn carrière te beëindigen, nadat hij zonder contract kwam te zitten. Twee maanden later kwam hij hier echter op terug, en tekende hij een contract bij het Kroatische Meridiana Kamen.

## Belangrijkste overwinningen
2010
Giro delle Due Province Marciana

## Resultaten in voornaamste wedstrijden
| Jaar | Ronde van Italië | Ronde van Frankrijk | Ronde van Spanje |
| ---- | ---------------- | ------------------- | ---------------- |
| 2011 | 157e             |                     |                  |
| 2012 | opgave           |                     |                  |
| 2013 |                  | 128e                |                  |
| 2014 |                  |                     | 109e             |
| 2015 | 104e             |                     |                  |

| Jaar | Milaan-San Remo | Gent-Wevelgem | Ronde van Vlaanderen | Parijs-Roubaix | Amstel Gold Race | Ronde van Lombardije |
| ---- | --------------- | ------------- | -------------------- | -------------- | ---------------- | -------------------- |
| 2011 |                 |               |                      |                |                  | 53e                  |
| 2012 | 66e             | 101e          | 22e                  |                | 13e              |                      |
| 2013 |                 |               | opgave               | opgave         |                  |                      |
| 2014 |                 | 128e          | opgave               | opgave         |                  |                      |
| 2015 |                 |               |                      |                |                  |                      |

## Ploegen
- 2009 –  ISD-Neri (stagiair vanaf 1-8)
- 2010 –  ISD-Neri (stagiair vanaf 1-8)
- 2011 –  Farnese Vini-Neri Sottoli
- 2012 –  Farnese Vini-Selle Italia
- 2013 –  Lampre-Merida
- 2014 –  Lampre-Merida
- 2015 –  Southeast
- 2016 –  Meridiana Kamen Team (vanaf 15-3)